# Диоп, Исса
Исса́ Лай Люка́ Жан Дио́п (фр. Issa Laye Lucas Jean Diop; род. 9 января 1997, Тулуза) — французский футболист, центральный защитник английского клуба «Фулхэм». В прошлом игрок молодёжной сборной Франции.

## Клубная карьера

### «Тулуза»
Диоп — уроженец Тулузы. За академию одноимённой команды выступал с девяти лет. С сезона 2015/2016 — игрок стартового состава основной команды. 28 ноября 2015 года дебютировал в Лиге 1 в поединке против «Ниццы», выйдя в основе и проведя на поле весь матч. С тех пор не пропустил ни одной игры, закончив чемпионат с проведёнными 23 встречами. 2 декабря в поединке против «Труа» забил свой первый гол на профессиональном уровне. 30 июня 2016 года продлил свой контракт с клубом на четыре года.

### «Вест Хэм Юнайтед»
19 июня 2018 года подписал пятилетний контракт с клубом. 25 августа 2018 впервые вышел в составе «Молотобойцев» в матче против лондонского «Арсенала» в рамках АПЛ, в котором его команда проиграла со счетом 3:1, а сам Диоп получил жёлтую карточку за опасную игру против Обамеянга. Свой первый гол за команду забил 28 августа 2018 в матче кубка лиги против «Уимблдона» после передачи Фелипе Андерсона. 22 февраля 2019 года в матче против «Фулхэма» после подачи углового Робертом Снодграссом на 40-й минуте забивает свой первый гол в рамках АПЛ за «молотобойцев».

### «Фулхэм»
10 августа 2022 года, подписал пятилетний контракт с клубом «Фулхэм».

## Карьера в сборной
Исса Диоп — основной игрок юношеских сборных Франции. Принимал участие в квалификационном и элитном отборочных раундах к чемпионату Европы 2016 года среди юношей до 19 лет. Также в составе сборной отправится на финальную часть.

## Семья
Его дед, Либассе Диоп, в семидесятых годах выступал за «Бордо» и стал первым сенегальцем в истории лиги. Интерес к футболу достался для Иссы от отца.